# Ernst Ludwig Herrfurth
Ernst Ludwig Herrfurth (Oberthau bei Merseburg, 1830. március 6. – Berlin, 1900. február 14.) porosz politikus.

## Élete
Jénában és Berlinben jogot végzett és azután a közigazgatási pályára lépett. 1882-ben helyettes államtitkár volt a Belügy minisztériumban. Ugyanekkor a szociáldemokrata mozgalom elnémítását célzó törvényjavaslat létrejötte körül buzgólkodott és számos közigazgatási reformot dolgozott ki. 1888. június 8-án III. Frigyes Robert Viktor von Puttkamer utódjává nevezte ki a belügyminiszteri széken. Ebben az állásban különösen a községek közigazgatásának és pénzügyi gazdálkodásának keretébe vágó reformokat léptetett életbe. Midőn a miniszteri tanácsban Miquelnek adóreformját ellenezte, augusztus 2-án állásától fölmentették. Ennek dacára a porosz képviselőházban is folytatott harcot Miquel ellen. Számos alapos és egykor közkézen forgó közigazgatási és nemzetgazdasági munkát írt.

## Munkái
- Die Ausführung des Artik. XVII. der Verfassungs-Urkunde für den preuss. Staat (Berlin, 1872);
- Beitrag zur Finanzstatistik der Kreise des preuss. Staates (1879);
- Finanzstatistik der Kreise des preuss. Staates (1880);
- Die Heranziehung der Veriche-rungsgesellschaften zu den Gemeinde-Abgaben in Preussen (1881);
- Beitrag zur Finanz-Statistik der Gemeinden in Preussen (1882);
- Das Gesetz betreffend die Befähigung für den höheren Verwaltungsdienst vom 11. Mai 1879 (2. kiad. 1884);
- Kommunalabgabengesetz (2. kiad. 1888);
- Die Kommunalabgaben pflicht der Actien-u. Kommonditen-Gesellschaften auf Aktien, Bergwerkgesellschaften und eingetragenen Genossen-Schaften in Preussen nach dem Gesetz vom 27. Juli 1882 dargestellt (1886).